# Puberg
Puberg é uma comuna francesa na região administrativa de Grande Leste, no departamento Baixo Reno. Estende-se por uma área de 4,89 km². Em 2010 a comuna tinha 360 habitantes (densidade: 73,6 hab./km²).